# Octobre 1844

## Événements
- 1er octobre : avec Juliette Drouet, Victor Hugo quitte Paris : Nemours, Montargis. Bref voyage.

- 4 octobre : ordonnance réglant le droit de propriété en Algérie et autorisant les expropriations des indigènes.

- 8 - 14 octobre : voyage officiel de Louis-Philippe Ier en Grande-Bretagne. Il part du Tréport et arrive à Portsmouth. Il est reçu à Windsor par la reine Victoria.

- 10 octobre : réunion des Cortès en Espagne.

- 12 octobre : Louis-Philippe repart d'Angleterre par Douvres.

- 15 octobre, France : Le Commerce publie un article de Gobineau sur Théophile Gautier.

- 20 octobre, France : la concession de la ligne de chemin de fer Amiens-Boulogne est adjugée à MM. Charles Laffite, Blount & Cie, pour 98 ans et 11 mois, à leurs frais, risques et périls, au nom de la Compagnie de Chemin de Fer d’Amiens-Boulogne, au capital de 37 500 000 francs.

- 21 octobre, Paris, France : inauguration de l'église Saint-Vincent-de-Paul dont la construction a débuté en 1824.

- 24 octobre : traité de commerce de Huangpu entre la France et la Chine (Théodore de Lagrené) : extraterritorialité pour les étrangers et interdiction aux fonctionnaires chinois d’intervenir dans leur commerce.

- 26 octobre : faute de l'alliance napolitaine, François Guizot mande à l'ambassadeur du roi à Madrid Bresson l'hypothèse de marier le duc de Montpensier avec l'infante dona Fernanda.

## Naissances
- 3 octobre : Patrick Manson (mort en 1922),médecin britannique.
- 11 octobre : Henry John Heinz, inventeur américain († 14 mai 1919).
- 12 octobre : Helena Modjeska, actrice polonaise († 8 avril 1909).
- 15 octobre : Friedrich Nietzsche, philosophe allemand.
- 23 octobre :
  - Sarah Bernhardt, comédienne française (+1923).
  - Édouard Branly (mort en 1940), physicien et médecin français, pionnier de la télégraphie sans fil.
  - Wilhelm Leibl, peintre allemand († 4 décembre 1900).
- 24 octobre : Paul Baudoüin, peintre français († 26 décembre 1931).
- 30 octobre : Georges Henri Halphen (mort en 1889), mathématicien français.

## Décès
- 12 octobre : Claude Tillier, pamphlétaire, romancier.
- 19 octobre : Jean Nicolas Houzeau-Muiron (né en 1801), pharmacien et fabricant de produits chimiques français.
- 25 octobre : Heinrich Cotta (né en 1763), scientifique allemand, spécialiste de sylviculture.